# Ернст Енгель
 Ернст Енгель (нім. Ernst Engel, 26 березня 1821, м. Дрезден, Німеччина — 8 грудня 1896, м.Радебойль, Німеччина) — німецький вчений-економіст, статистик, фахівець з бюджетів пролетарських сімей, критик мальтузіанства, автор «Закону Енгеля». 

## Біографія
Ернст народився в Дрездені в 1821 році. Навчався в Фрайберзькому університеті гірничого і технологічного виробництва в Саксонії, а також закінчив курс навчання, який пройшов у Німеччині та Франції.

Відразу після революції 1848 р. він був приєднаний до королівської комісії в Саксонії, призначений для визначення відносин між торгівлею і робочою силою. У 1850 році він керував урядом для сприяння організації німецької промислової виставки Лейпцига (першої в своїй історії). Його зусилля були настільки успішними, що в 1854 р. йому було запропоновано вступити на державну службу, як керівнику новоствореного статистичного департаменту. Однак він звільнився з посади в 1858 році, заснувавши у Дрездені перше товариство страхування іпотечних кредитів (Hypotheken-Versicherungsgesellschaft), і в результаті успішної роботи його було викликано в 1860 році в Берлін директором статистичного управління, послідовно до Карла Фрідріха Вільгельма Дітерічі. У своєму новому офісі він зробив собі ім'я зі світовою репутацією успішного економіста і статиста. Піднятий у званні до рангу радника, він пішов у відставку в 1882 році і жив в Серковіц, сьогодні частина Радейболю, поблизу Дрездена, де він помер у 1896 році.

## Наукова діяльність
Основним предметом досліджень Енгеля була структура бюджетів робочих родин. Аналіз багаторічних статистичних даних привів його до висновку, що з ростом доходу сім'ї структура витрат змінюється. При цьому питома вага витрат на харчування знижується, частка витрат на одяг, опалення і житло залишається на колишньому рівні, а питома вага витрат на задоволення культурних потреба збільшується. Ці висновки і отримали назву «закону Енгеля». Крім іншого, Енгель винайшов карткову систему збору статистичних даних. Його нововведення використано для перепису населення. Першим, хто взяв на озброєння його карткову систему при переписі жителів міста Ревеля (нині Таллінн) в 1871-му, опинився статистик і Естлядський місцевий діяч, Павло Йордан.

## Твори
За свою кар'єру Ернст написав багато економічних робіт, але його ім'я здебільшого пов'язують з його статистичними працями, опублікуваними ще за життя автора в різних періодичних виданнях. Наприклад, такими виданнями були «Прейс. Статистика» («Preuss. Statistik») 1861-го року, журнали «Статистичне бюро» («Zeitschrift des Statistischen Bureaus») та «Статистичне бюро Королівства Саксонії» («Zeitschrift des Statistischen Bureaus des Königreichs Sachsen»).Запуск усіх цих трьох видань Енгель ініціював сам. Також у 1861 році вийшла його книга «Книжка рахунків домогосподарки і її значення в економічному житті нації» («Des Rechnungsbuch der Hausfrau und seine Bedeutung im Wirtschaftsleben der Nation»).